# Willi Steffen
Willi Steffen (Bern, 1925. március 17. – Bern, 2005. május 3.) svájci labdarúgóhátvéd.